# Atom Egoyan
Atom Egoyan, właśc. Atom Yeghoyan (ur. 19 lipca 1960 w Kairze) – kanadyjski reżyser, scenarzysta, montażysta, operator i producent filmowy pochodzenia ormiańskiego.

## Życiorys
Urodził się w Kairze w rodzinie ormiańskiej jako syn Shushan (z domu Devletian) i Josepha Yeghoyana. Gdy miał dwa lata, wraz z rodzicami przeprowadził się do Kanady.
Studiował stosunki międzynarodowe na uniwersytecie w Toronto (dyplom w 1982). W czasie studiów przyłączył się do Stowarzyszenia Studentów Armeńskich. Napisał scenariusz i na jego podstawie wyreżyserował film Ararat o ludobójstwie Ormian w 1915 przez Turków Osmańskich. Również w innych swoich filmach sięga do problematyki związanej z Armenią i Ormianami (m.in. Next of Kin, Family Viewing).
Inne jego filmy są poświęcone równie ważkim problemom, jak uzależnienia od telewizji i wideo, mediatyzacja stosunków interpersonalnych i życia codziennego (Family Viewing, Speaking Parts, Likwidator), problemy rodziny dysfunkcyjnej (Słodkie jutro, Likwidator), miłość patologiczna – fizyczna, nosząca znamiona pornografii, pedofilii, kazirodztwa (Family Viewing, Likwidator, Exotica) czy wyobcowanie.
Zasiadał w jury konkursu głównego na 49. MFF w Cannes (1996). Przewodniczył obradom jury sekcji "Cinéfondation" na 63. MFF w Cannes (2010).

## Życie osobiste
Jego żoną jest Arsinée Khanjian, z którą ma syna o imieniu Arshile.

## Wybrana filmografia
- 1984: Najbliższy z rodziny – reżyseria, scenariusz, produkcja, montaż
- Alfred Hitchcock Presents – reżyseria
- 1987: Filmowanie rodziny – reżyseria, produkcja, montaż
- 1989: Role mówione – reżyseria, scenariusz, produkcja
- Strefa mroku – reżyseria
- 1991: Likwidator – reżyseria, scenariusz
- 1993: Kalendarz – reżyseria, scenariusz, zdjęcia, produkcja, montaż
- 1994: Klub „Exotica” – reżyseria, produkcja
- 1997: Słodkie jutro – reżyseria, scenariusz, produkcja
- 1999: Podróż Felicji – reżyseria, scenariusz
- 2002: Ararat – reżyseria, produkcja
- 2003: Obsesja szczęścia – produkcja
- 2005: Gdzie leży prawda – reżyseria, scenariusz
- 2007: Kocham kino – reżyseria
- 2008: Adoracja – reżyseria, scenariusz, produkcja
- 2009: Chloe – reżyseria
- 2010: Moving the Arts – reżyseria
- 2013: Diabelska przełęcz – reżyseria
- 2014: Pojmani – reżyseria
- 2015: Niepamięć – reżyseria
- 2019: Gość honorowy – reżyseria

## Nagrody i nominacje
- 1987: Nagroda Festiwalowa na TIFF w Toronto za film Filmowanie rodziny (kategoria: najlepszy pełnometrażowy film kanadyjski)
- 1988: Nagroda Specjalna – Nagroda Interfilm – rekomendacja na forum „Nowe Kino” za film Filmowanie rodziny na Berlinale
- 1991: Nagroda Festiwalowa na MFF w Toronto za film Likwidator (kategoria: najlepszy pełnometrażowy film kanadyjski)
- 1994: Nagroda Międzynarodowej Federacji Krytyki Filmowej (FIPRESCI) za film Klub „Exotica” na festiwalu w Cannes
- 1994: Nagroda Festiwalowa na MFF w Toronto za film Klub „Exotica” (kategoria: najlepszy pełnometrażowy film kanadyjski)
- 1997: Nagroda Jury Ekumenicznego za film Słodkie jutro na festiwalu w Cannes
- 1997: Nagroda Międzynarodowej Federacji Krytyki Filmowej (FIPRESCI) za film Słodkie jutro na festiwalu w Cannes
- 1997: Technical Grand Prize za film Słodkie jutro na festiwalu w Cannes
- 1998: Independent Spirit za film Słodkie jutro
- 1999: tytuł Officer of the Order of Canada
- 2008: Nagroda Festiwalowa na MFF w Toronto za film Adoracja (kategoria: najlepszy pełnometrażowy film kanadyjski – wyróżnienie specjalne Jury)
- 2012: Medal Diamentowego Jubileuszu Królowej Elżbiety II[2]

### Nominacje
- 1994: nominacja do Złotej Palmy za film za film Klub „Exotica” na festiwalu w Cannes
- 1996: nominacja do nagrody Independent Spirit za film Klub „Exotica”
- 1997: nominacja do Złotej Palmy za film Słodkie jutro na festiwalu w Cannes
- 1998: nominacja do Oscara za film Słodkie jutro (kategorie: najlepszy reżyser, najlepszy scenariusz adaptowany)
- 1998: nominacja do Złotego Satelity za film Słodkie jutro (kategoria: najlepszy scenariusz adaptowany)
- 1999: nominacja do Złotej Palmy za film Podróż Felicji na festiwalu w Cannes
- 2000: nominacja do Złotego Satelity za film Podróż Felicji (kategoria: najlepszy scenariusz adaptowany)
- 2005: nominacja do Złotej Palmy za film Gdzie leży prawda na festiwalu w Cannes
- 2008: nominacja do Złotej Palmy za film Adoracja na festiwalu w Cannes
- 2009: nominacja do Złotej Muszki za film Chloe na MFF w San Sebastián